# Hexamolibdè
L'hexamolibdè és un mineral de la classe dels elements natius. El nom fa referència a la simetria (hexagonal primitiva) i la composició (ric en Mo).

## Característiques
L'hexamolibdè és un aliatge de fórmula química (Mo,Ru,Fe,Ir,Os), amb molibdè dominant. Va ser aprovada com a espècie vàlida per l'Associació Mineralògica Internacional l'any 2007. Cristal·litza en el sistema hexagonal. És l'anàleg de molibdè del ruteni, l'osmi, l'hexaferrum i la garutiïta.
Segons la classificació de Nickel-Strunz, l'hexamolibdè pertany a «01.AE: Metalls i aliatges de metalls, família ferro-crom» juntament amb els següents minerals: vanadi, molibdè, crom, ferro, kamacita, tungstè, taenita, tetrataenita, antitaenita, cromferur, fercromur, wairauïta, awaruïta, jedwabita i manganès.

## Formació i jaciments
Va ser descoberta al meteorit Allende, un meteorit que va caure en el mes de febrer de 1969 a Pueblito de Allende, a l'Estat de Chihuahua (Mèxic). També ha estat descrita al meteorit NWA 1934, trobat al nord-oest d'Àfrica, a la prospecció d'Aghio Stefanos (Grècia), al meteorit Murchison, trobat a Austràlia, i a dos indrets d'Alemanya: la gravera d'Holcim, a Renània-Palatinat, i a un placer de la localitat de Straubing, a Baviera.